# Бараштиј Илиеј (Хунедоара)
Бараштиј Илиеј (рум. Bărăștii Iliei) насеље је у Румунији у округу Хунедоара у општини Бранишка. Oпштина се налази на надморској висини од 405 m.

## Историја
Према државном шематизму православног клира Угарске 1846. године место "Баресд" је имало 31 породицу, са придатих 16 из филијале Думешд. Православни парох је био тада поп Никола Поповић.

## Становништво
Према подацима из 2002. године у насељу је живело 25 становника, од којих су сви румунске националности.